# Schöfft József Károly
Schöfft József Károly (németül Joseph Karl Schöfft) (Pest, 1776 – Pest, 1851. február 19.) magyar oltárképfestő.

## Élete
Schöfft József fiaként született. 1802-ben nyert felvételt a bécsi akadémiára. Munkái elsősorban oltárképek, amelyek a barokk, a klasszicizmus és a romantika közötti átmenetet jelenítik meg.
Gyermekeit maga tanította, s rengeteg munkája mellett a pesti rajztanodában (Kisképző) tanított pár évig, ahol Borsos József volt a legjelesebb tanítványa.
12 gyermeke közül:
- Schöfft József Ágoston világutazó magyar festő, követte apját a festői pályán.
- Schöfft Borbála tájképfestő volt Pesten.
- Schöfft Teodor építész és festő, Rómában építészeti díjat nyert.
- Schöfft Ottó elfelejtett magyar fotográfus. Egyiptom első fotográfusainak egyike, Kairóban halt meg.

Háza és műterme a Malergassén (ma: Bp. V., Képíró utca) volt, a házon lévő emléktábláján Kazinczy Ferenc ma már nehezen olvasható idézete emlékezik meg róla.
1851. február 19-én hunyt el szülővárosában, a Kerepesi temetőben február 22-én helyezték örök nyugalomra.

## Oltárképei
- Abony (Szt. István halála)

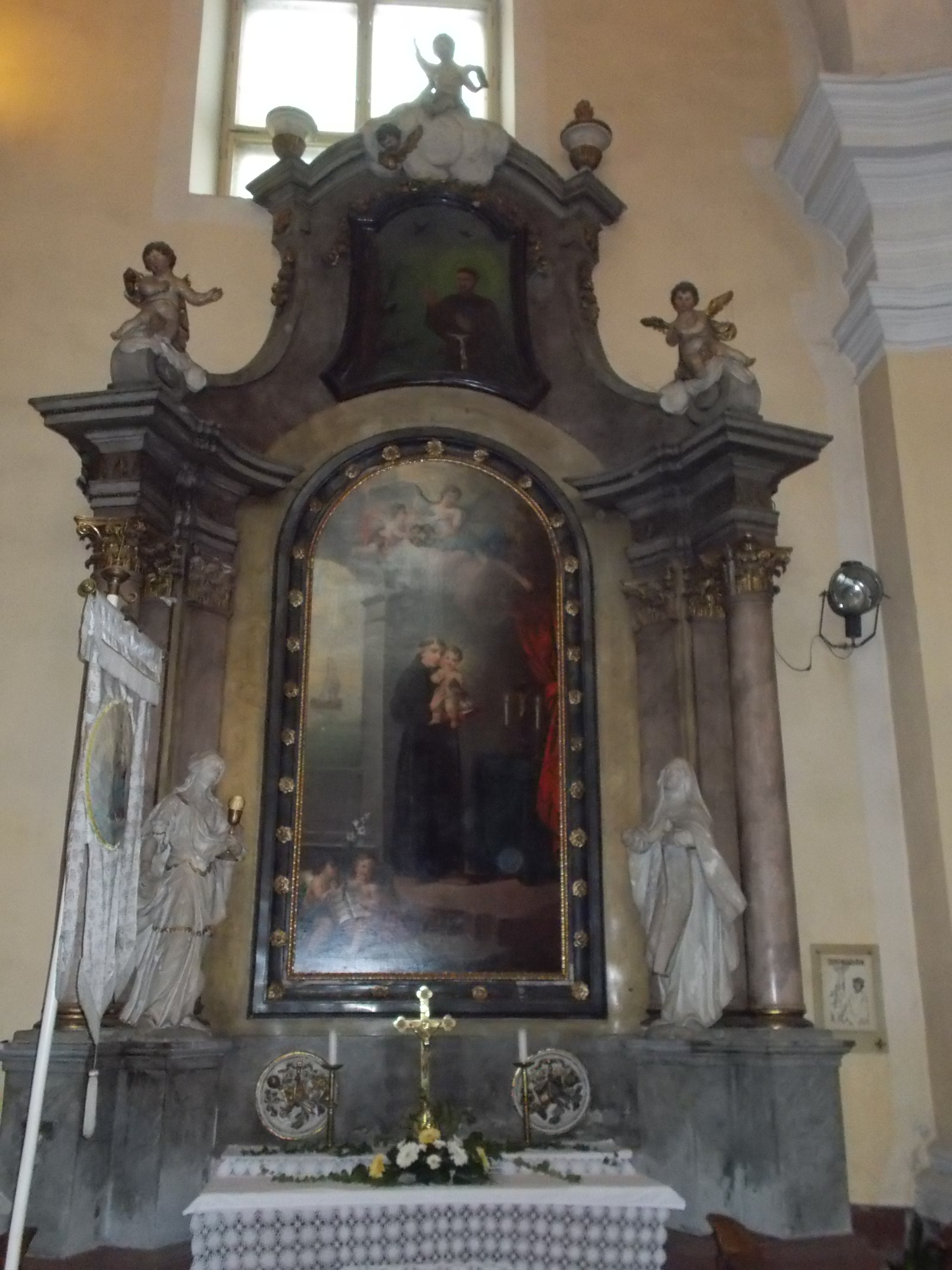
Páduai Szent Antal-oltárkép, Alexandriai Szent Katalin-templom (Budapest-Tabán), 1816

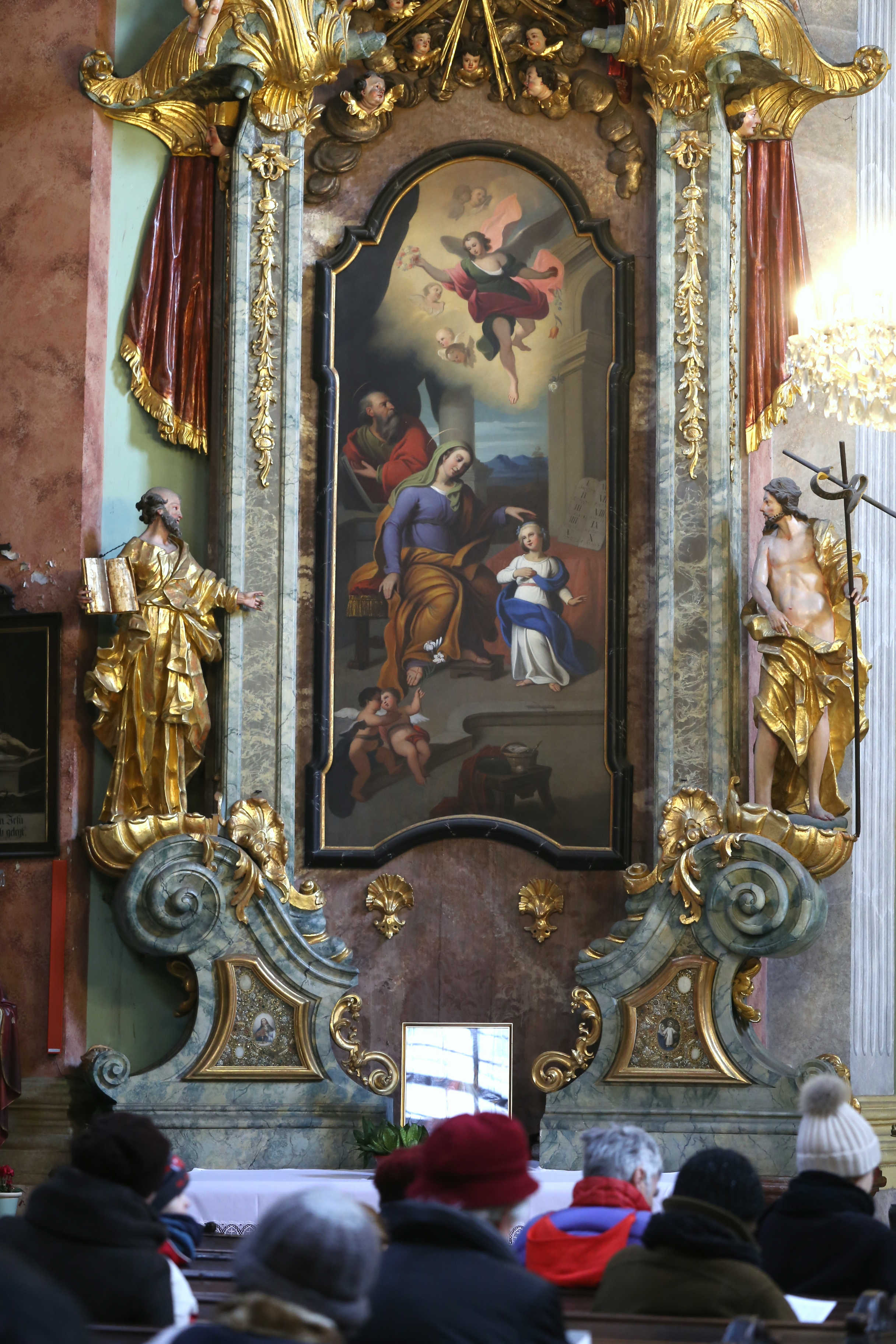
Szent Anna-oltárkép, Szent Ferenc sebei templom (Budapest), 1829

- Baja (Kálvária kápolna mellékoltárképei)
- Bács (Szt. Flórián)
- Bicsérd (Jézus mennybemenetele)
- Budapest (Alexandriai Szent Katalin-templom (Budapest-Tabán): Szt. Antal, Szt. Flórián, Szt. József halála, Szt. Margit, Szt. Tekla)
  - (Szent Ferenc sebei templom (Budapest), Szent Anna-oltárkép, 1829)
  - Kiscelli Múzeum (Fájdalmas Anya)
  - Terézvárosi Ávilai Nagy Szent Teréz-plébániatemplom (Ávilai Szt. Teréz, Szt. István halála)
- Cegléd (Kálvária)
- Jobbágyi (Szt. György)
- Kadarkút (Szentháromság)
- Kiskundorozsma (Keresztelő Szent János)
- Kiskunfélegyháza (Vizitáció)
- Kiskunmajsa (Kisboldogasszony-plébániatemplom)[2]
- Mezőberény, szlovák. evangélikus templom (Jézus mennybemenetele)
- Ravazd (Szt. Willibald)
- Suhopolje, Horvátország (Avilai Szt. Teréz)
- Szabadka Szt. Teréz-székesegyház (Avilai Szt. Teréz-főoltár, Mária mennybevétele, Jézus megkeresztelése, Jézus sírbatétele, Szt. András, Nepomuki Szent János, Szt. József halála, Páduai Szt. Antal)
- Szeged-Rókus (Szt. Rókus, Vasas Szt. Péter)
- Törökbecse (Szt. Miklós, Szt. Vendel)
- Verseg (Szt. Miklós)

## Portréi
- I. Ferenc magyar király portréi (egyik a Pesti Egyetem számára)
- Pázmány Péter portréja (az egyetem számára)
- Széchenyi István (a Veszprémi Bakony Múzeumban, fia, Ágost festménye után)
- Rozgonyi, született Szentgyörgyi Cecília és Ferenczy István Pásztorlánykájának metszete az Aurora folyóirat ill. a Hebe zsebkönyv számára